# Зашляхом
Зашляхом (укр. Зашляхом) — село в Вишневецкой поселковой общине Кременецкого района Тернопольской области Украины. Основано в 1964 году.
До 2020 года входило в Збаражский район.
Код КОАТУУ — 6122487402.

## Географическое положение
Село Зашляхом находится на расстоянии до 1,5 км от сёл Диброва, Гнидава и Раковец.
Рядом проходит автомобильная дорога М-19 (E 85).

## Население
Население по переписи 2001 года составляло 53 человека.

### Языковой состав
Родной язык населения по данным переписи 2001 года:
| Язык       | Численность, чел. | Доля     |
| ---------- | ----------------- | -------- |
| Украинский | 53                | 100,00 % |
| Итого      | 53                | 100,00 % |